# 歩兵砲

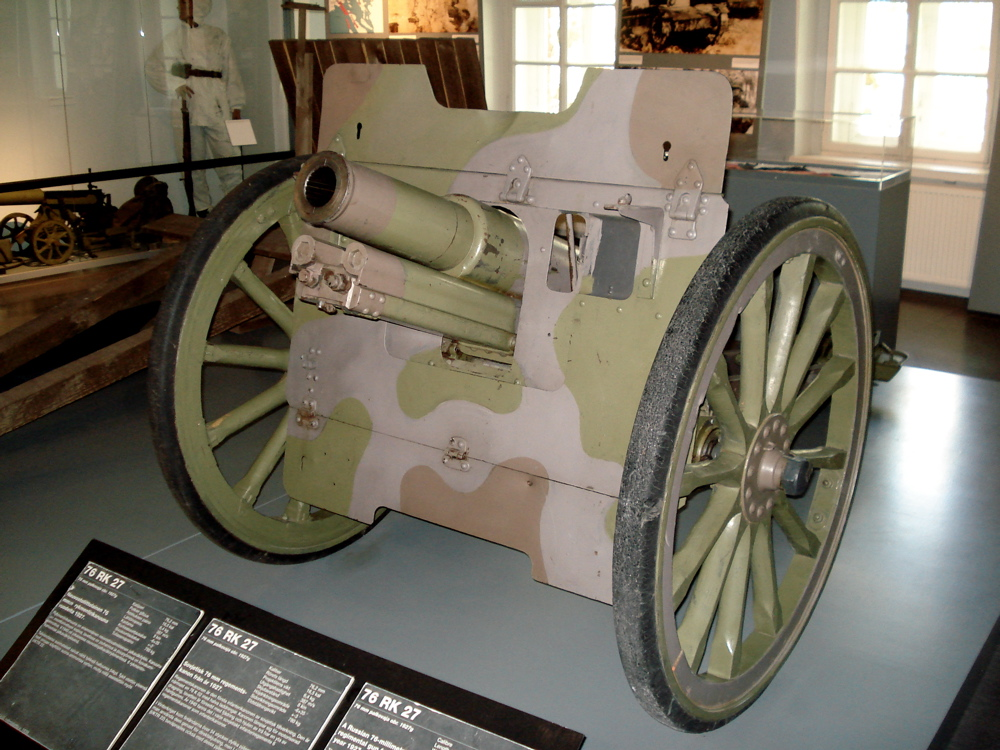
M1927 76mm歩兵砲

歩兵砲（ほへいほう）とは、歩兵に対する直接火力支援を行うため歩兵科が独自に運用する大砲の一種。多くの対戦車砲と同様に、砲兵科の管轄下ではないことが最大の特徴であり、比較的小型軽量な榴弾砲であることが多い。英語ではしばしばIG (Infantry Gun)と略される。広義には迫撃砲を含むが、一般に歩兵砲と呼ぶ場合は閉鎖機と駐退復座機をもつ通常形式の火砲を指す。
歩兵砲の機能は、歩兵がトーチカ・機関銃陣地・戦車など、標準装備である小火器では対処が困難な敵目標に遭遇した場合、これに打撃を加え、無力化することである。
本来、砲の運用は専門の砲兵の任務であるが、頑強な敵陣地や戦車の攻撃に遭遇した歩兵部隊が現場から砲兵に連絡するには、前線 → 歩兵部隊司令部 → 砲兵司令部 → 砲兵の現地部隊 という正規の経路では時間がかかりすぎた。まして無線がなく、作戦連絡を有線電話か伝令に頼っていた時代はなおさらであった。
そのため、歩兵部隊の前進に随伴し、歩兵自身が扱える、軽量で移動性に優れた火砲が、どうしても必要であった。そのため歩兵砲は一頭か二頭の馬、あるいは人力でも移動できる軽量性と機動性が最優先で設計され、射程や威力は犠牲にされた。
日本の歩兵砲の射程や威力は、砲兵の用いる同クラスの口径の榴弾砲よりも小さい場合が多いが、これは敵陣に対する直接射撃など比較的近距離で用いられることと、歩兵科と砲兵科の管轄争いの結果、砲兵科の領分を侵さない程度に性能が抑えられたものである。その程度は各国陸軍部内における両兵科の発言力など国によって異なり、ドイツでは口径150ミリの強力な大型歩兵砲も運用された。
また山砲は分解搬送が容易で比較的軽量であることから、歩兵砲用途にも適しており、旧式化した山砲を歩兵科に融通転用した例も少なくない。
現代ではRPGなど打撃力に優れた携帯用歩兵火器が普及したこと、また無線の発達で航空支援が迅速かつ容易になったことで、歩兵砲という分類の火砲は完全にすたれた。

## 各国の歩兵砲
ベルギー
- Canon de 76 FRC

 フランス
- M1916 37mm歩兵砲

 ドイツ国
- 7.5 cm leIG 18
- 7.5 cm IG 37
- 15cm sIG33
- 7.6cm IG 260(b)

 イタリア
- Da 47/32

 日本
- 狙撃砲
- 十一年式平射歩兵砲
- 十一年式曲射歩兵砲
- 九二式歩兵砲
- 九七式曲射歩兵砲

 ソビエト連邦
- 37mmトレンチガンM1915
- M1927 76mm歩兵砲
- M1943 76mm歩兵砲

 アメリカ合衆国
- M3 105mm榴弾砲

 イギリス
- 1.59インチビッカース Q.F. ガン, Mk II